# Sundamys muelleri
Sundamys muelleri é uma espécie de roedor da família Muridae.
Pode ser encontrada nos seguintes países: Indonésia, Malásia, Myanmar, Filipinas e Tailândia.